# Juru (Maleisië)
Juru is een plaats in de Maleisische deelstaat Penang.
Juru telt 2000 inwoners.